# Carrabassett Valley
Carrabassett Valley è un comune degli Stati Uniti d'America, situato nello stato del Maine, nella contea di Franklin.